# Droga wojewódzka 279
Die Droga wojewódzka 279 ist eine Woiwodschaftsstraße in der polnischen Woiwodschaft Lebus. Die Straße beginnt in Wysokie (Woitscheke) und verläuft über Czerwieńsk (Rothenburg an der Oder) und Racula (Lawaldau) nach Zawada (Sawade). In ihrem Verlauf trifft die Straße auf die Droga wojewódzka 280, die Droga krajowa 32, die Droga krajowa 27, die Droga wojewódzka 283, die Droga wojewódzka 282 und die Droga ekspresowa S3. Die DW 279 verläuft als Ringstraße um die Stadt Zielona Góra herum und hat eine Gesamtlänge von 59 Kilometern.